# Antônio Luís Dantas de Barros Leite
Antônio Luís Dantas de Barros Leite (Penedo, 13 de fevereiro de 1808 — 9 de julho de 1870) foi um juiz e político brasileiro.
Foi deputado provincial, deputado geral e senador do Império do Brasil de 1843 a 1870.